# Književnost u 1726.
◄◄ | ◄ | 1723. | 1724. | 1725. | 1726.  | 1727. | 1728. | 1729. | ► | ►►
Arhitektura • Astronomija • Biologija • Glazba • Kazalište • Kemija • Kiparstvo • Knjige • Književnost • Kršćanstvo • Medicina • Politika • Pravo • Promet • Slikarstvo • Znanost
Književnost u 1726.

## Svijet

### Književna djela
- Gulliverova putovanja Jonathana Swifta

## Vanjske poveznice
|  | Zajednički poslužitelj ima još gradiva o temi Književnost u 1726. |